# Chapelle Saint-Antoine de Melgven
Pour les articles homonymes, voir Chapelle Saint-Antoine et Saint-Antoine.
La chapelle Saint-Antoine est un lieu de culte catholique situé dans la commune de Melgven, dans le département du Finistère, en Bretagne, dont la construction a débuté à la fin du XVIe siècle.

## Histoire
La chapelle est construite vers la fin du XVIe siècle au lieu-dit Saint-Antoine au sud de la commune sur la route qui relie Melgven à Trégunc. Elle est initialement nommée chapelle Saint-Congar, du nom d'un saint breton. À l'origine, c'était une chapelle privée qui dépendait du manoir de Kercongar. Elle porte les armoiries de ses anciens propriétaires, la maison du Fresq.
La chapelle est restaurée une première fois en 1689, puis à nouveau en 1760.
Laissée sans entretien, la chapelle se dégrade au fil du temps. En 1974, les membres de la société de chasse de Saint-Antoine lancent un premier projet de restauration qui aboutit à la création en 1983 d'un comité de sauvegarde de la chapelle. Après des années de travaux, la restauration est achevée en 2013.

## Description
La chapelle Saint-Antoine est construite sur un plan rectangulaire, avec chevet polygonal. Elle dispose d'une nef unique qui se termine par un chevet à trois pans.
La chapelle possède un calvaire en granite sur son placître.

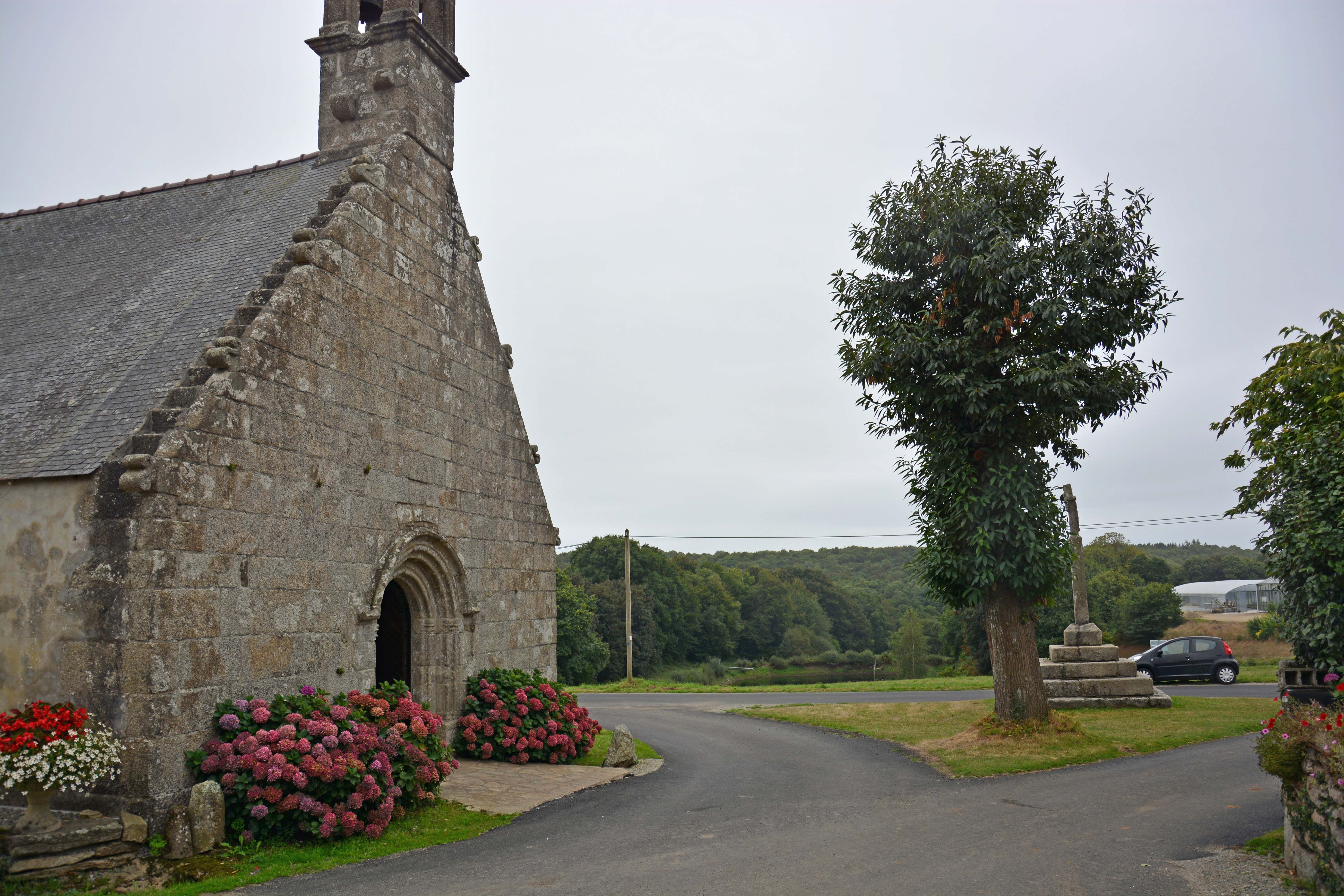
Façade occidentale
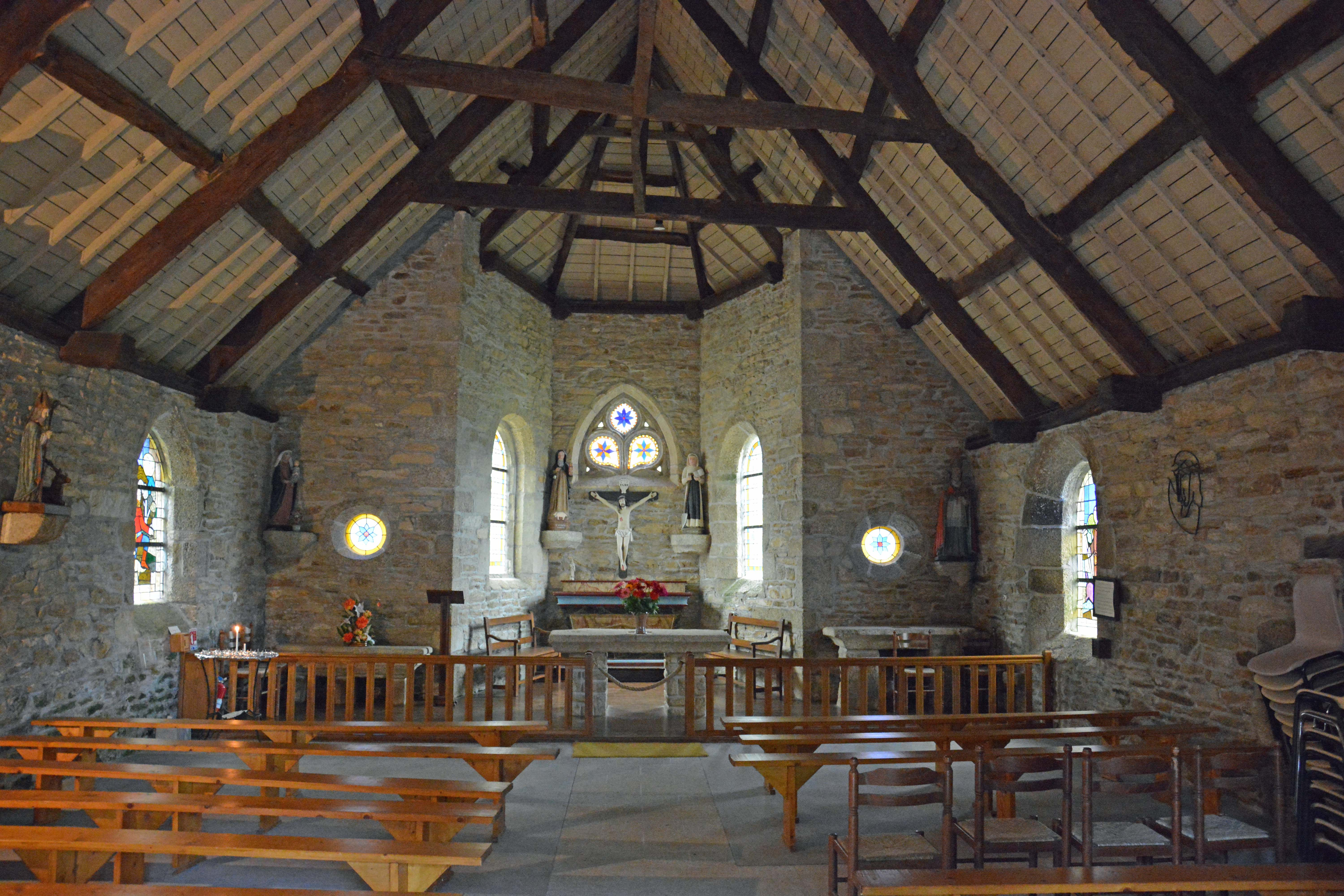
Intérieur
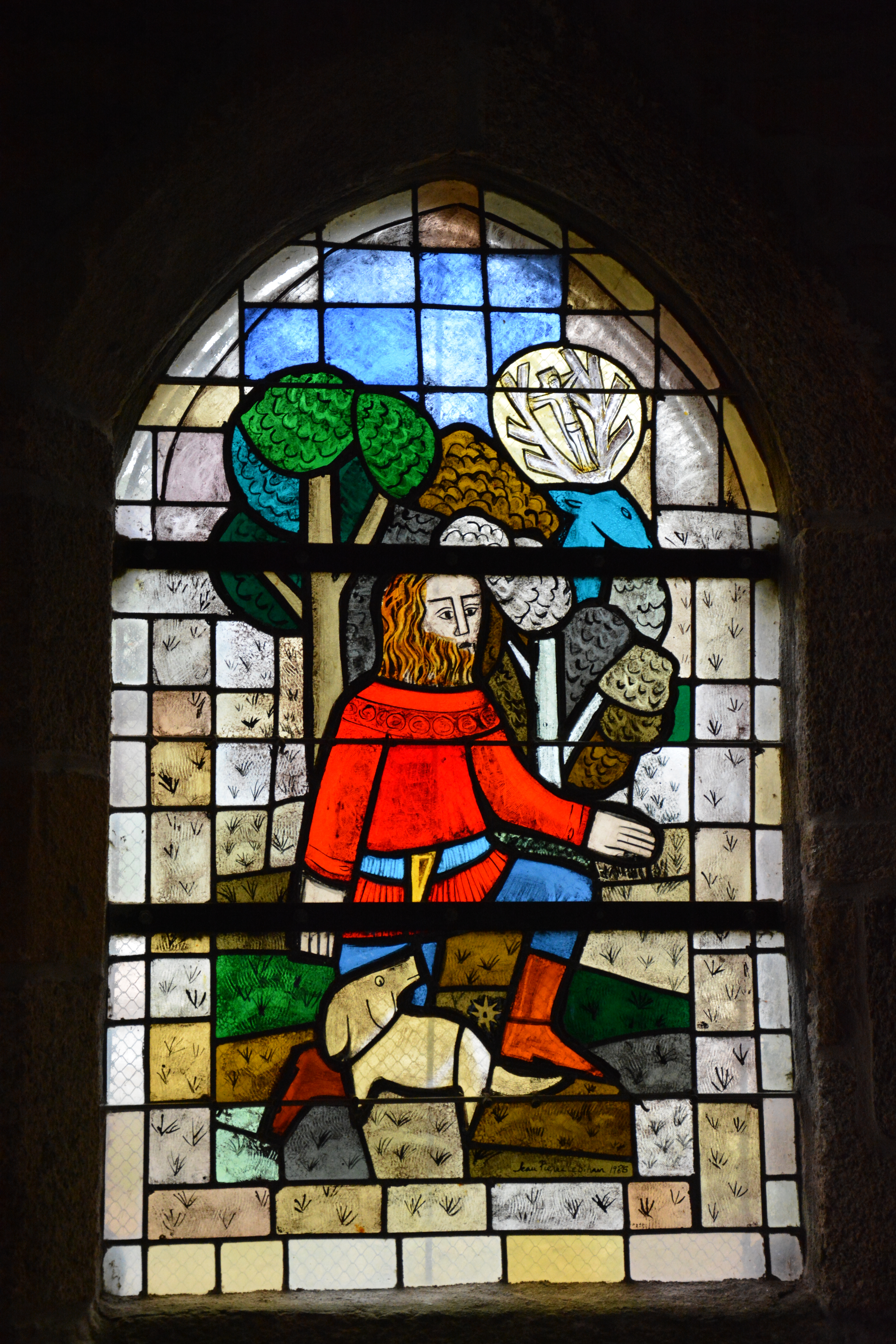
Vitrail